# Simplice Honoré Guibila
Simplice Honoré Guibila (* 18. Februar 1963) ist ein Diplomat  der Republik Burkina Faso.

## Werdegang

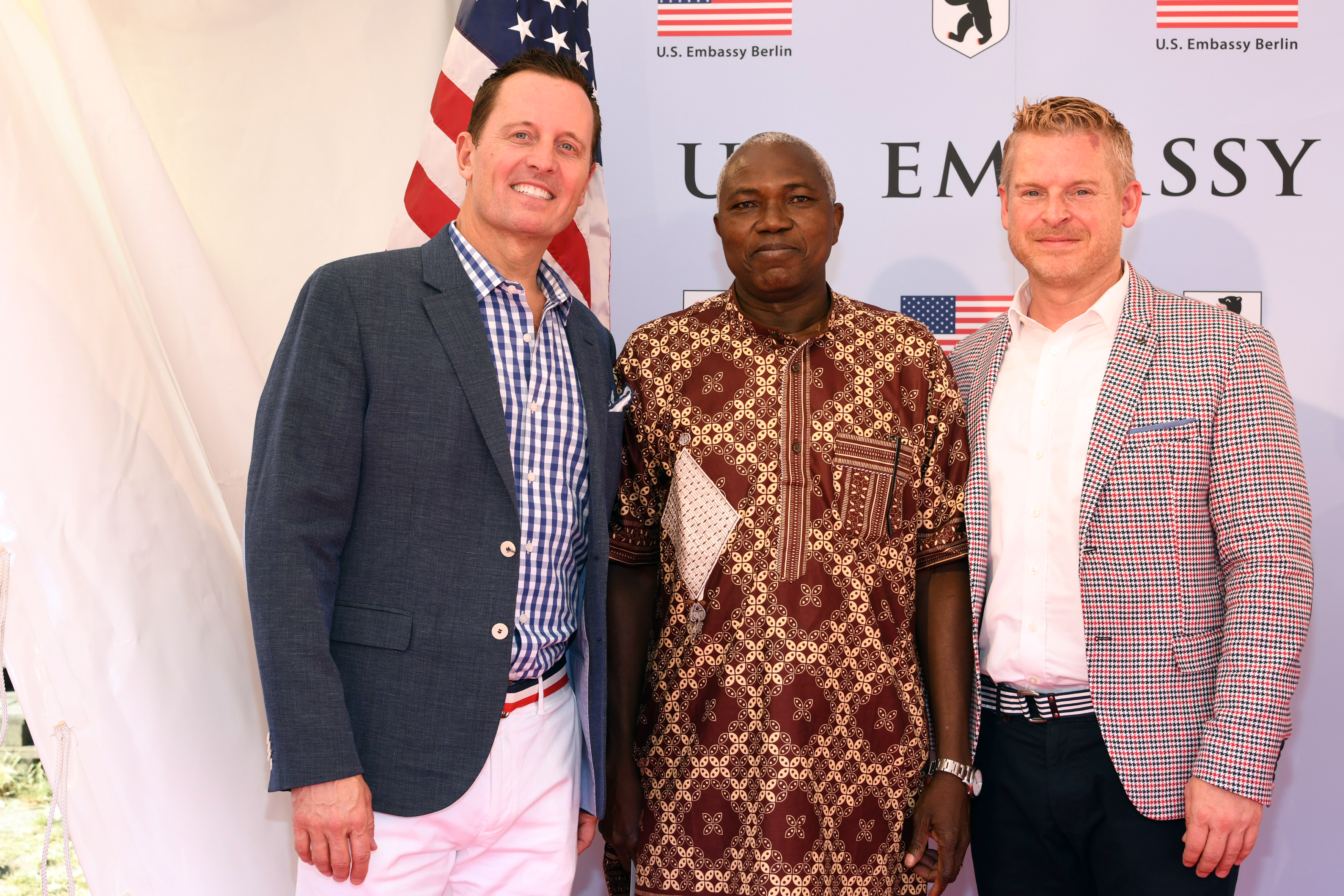
Simplice Honoré Guibila (2018), zwischen US-Botschafter Richard Grenell und dessen Lebenspartner

Von 1995 bis 2000 war er Gesandtschaftsrat zweiter Klasse (stellvertretender Missionschef) in Washington, D.C. Von 2000 bis 2003 leitete er die Abteilung Amerika im Außenministerium in Ouagadougou. Von 2003 bis 2008 war er Gesandtschaftsrat erster Klasse (stellvertretender Missionschef) in Ottawa (Kanada). Von 2008 bis 2011 leitete er die Abteilung Rechtsangelegenheiten im Außenministerium in Ouagadougou. Von 2011 bis 2013 leitete er im Rang eines Botschafters die Abteilung Rechtliche und konsularische Angelegenheiten im Außenministerium in Ouagadougou.
Von 2013 bis 2015 war er im Rang eines Botschafters, Nachrückvertreter des Ständigen Vertreters beim UNO-Hauptquartier.
Am 10. November 2015 wurde er von Joachim Gauck als Botschafter in Berlin akkreditiert. Am 12. Juni 2023 wurde er in diesem Amt von Toro Justin Ouoro abgelöst.